# Wagah
Wagah (pandžabsko واگھا; urdujsko واہگہ), napisano tudi Wagha, je vaški in sindikalni svet (UC 181) v coni Wahga blizu mestnega okrožja Lahore v Pakistanu. Mesto je znano po mejni slovesnosti Wagah in služi tudi kot tranzitni terminal za blago in železniška postaja med Pakistanom in Indijo. Wahga leži 600 metrov zahodno od meje in leži na zgodovinski cesti Grand Trunk Road med Lahorejem in Amritsarjem v Indiji. Meja je 24 kilometrov od Lahoreja in 32 kilometrov od Amritsarja. Prav tako je 3 kilometre od mejne vasi Attari v Indiji. Obred Wagah poteka vsak večer.

## Mejna slovesnost Wagah-Attari

### Mejni prehod
Mejni prehod je dobil ime po vasi Wahga, blizu katere je bila potegnjena Radcliffova črta, mejna črta, ki ločuje Indijo in Pakistan ob razdelitvi Britanske Indije. V času osamosvojitve leta 1947 so migranti iz Indije preko tega mejnega prehoda vstopali v Pakistan in obratno. Železniška postaja Wagah je 400 metrov južno in 100 metrov od meje.

### Slovesnost ob prehodu meje
Mejna slovesnost Wagah-Attari poteka na mejnih vratih, vsak dan dve uri pred sončnim zahodom. Slovesnost dviga zastave vodijo pakistanski nadzorniki in indijske mejne varnostne sile (BSF), podobno kot obrede umika na mejnem prehodu Ganda Singh Wala/Hussainiwala in mejnem prehodu Mahavir/Sadqi International Parade Ground. Vsak večer skupaj s slovesnostjo zastave poteka slovesnost pohoda, znana kot Silly Walk ceremony. Slovesnost se je začela leta 1986 kot mirovni sporazum, čeprav takrat še ni bilo konflikta. Druge države Bližnjega vzhoda so v zadnjih letih sprejele podobne obrede

## Zastava Wagah
Potem ko je Indija postavila 110 m drog za zastavo na njihovi strani meje v Attariju, temu je sledil stadion z galerijo z balkonom, ki prekriva pakistansko stran s 25.000 sedeži za Indijce in obiskovalce, je bila avgusta 2017 nameščena na strani Wagaha 122 m pakistanska zastava. Na pakistanski strani ni stadiona, kot je indijski. Pol v Pattadeiju je največji v Indiji.

## Galerija
- 122 m visoka pakistanska zastava na meji Wagah
- Sedeži podobni stadionu na pakistanski strani meje
- Pakistanska vrata na mejnem prehodu
- Bab-e-Azadi (Vrata neodvisnosti) na pakistanski strani meje Wagah
- Indijski BSF v Wagahu
- Žensko osebje indijskega BSF v Wagahu
- Pandžabski Rangerji pri Wagi
- Miljnik blizu meje Wagah